# Erannis variegata
Erannis variegata är en fjärilsart som beskrevs av Barend J. Lempke 1952. Erannis variegata ingår i släktet Erannis och familjen mätare. Inga underarter finns listade i Catalogue of Life.